# پاسیگویتو
پاسیگویتو (اسپانیایی: Pasieguito‎; ۲۱ مهٔ ۱۹۲۵ – ۲۱ اکتبر ۲۰۰۲) یک بازیکن و سرمربی فوتبال اهل اسپانیا بود.
از باشگاه‌هایی که در آن بازی کرده‌است می‌توان به باشگاه فوتبال لوانته، و باشگاه فوتبال والنسیا، باشگاه فوتبال والنسیا، باشگاه فوتبال والنسیا، باشگاه فوتبال لوانته اشاره کرد.
وی همچنین در تیم ملی فوتبال اسپانیا بازی کرده است.